# Tiago Amaral
José Tiago Camargo do Amaral (Londrina, 18 de julho de 1986) é um advogado e político brasileiro. Foi deputado estadual do Paraná entre 2015 e 2025. É o 23º prefeito de Londrina, desde 1º de Janeiro de 2025.

## Vida pública
É filho do ex-deputado estadual e atual conselheiro do Tribunal de Contas do Estado do Paraná, Durval Amaral. Nas eleições de 2014, elegeu-se pela primeira vez deputado estadual pelo Partido Socialista Brasileiro (PSB), com 86.390 votos, sendo o mais votado da coligação Avança Paraná (PSDB / DEM / PSB / PROS / PHS).
Após, foi candidato à prefeito de Londrina em 2020, e ficou em quinto lugar com 4,23% dos votos válidos. Filiou-se ao Partido Social Democrático (PSD) em 2022, antes de obter seu terceiro mandato na ALEP.
Em 2024, concorreu novamente à prefeitura de Londrina e foi eleito no segundo turno com 145.745 votos (56,32% dos válidos), derrotando Professora Maria Tereza (PP) no segundo turno. Seu vice é o religioso e ex-vereador da cidade Junior Santos Rosa (PL).